# Gharm

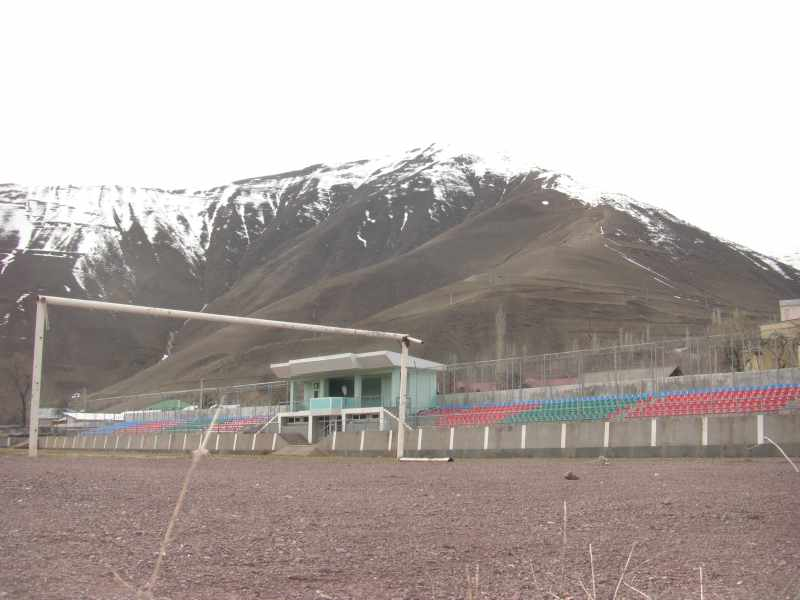
Sportstätte in Gharm (2010)

Gharm (tadschikisch Ғарм) ist eine Siedlung in Tadschikistan und Verwaltungssitz des gleichnamigen, der Republik unterstellten Bezirkes (nohija) Gharm. Sie liegt am rechten Ufer des rechten Wachsch-Quellflusses Surchob, knapp 70 km oberhalb des am Wachsch in Bau befindlichen Rogun-Staudamms.
Durch die Siedlung verläuft die Fernstraße A372, die etwa 30 km flussabwärts von der Pamir-Straße (M41) Duschanbe – Chorugh abzweigt und als Teil der Europastraße 60 den Surchob weiter aufwärts nach Kirgisistan folgt und durch dessen südlichen Teil zur Grenze mit der Volksrepublik China führt.
Im September 2010 kamen in Gharm bei einem Rebellenangriff auf einen Konvoi der Tadschikischen Armee 20 Soldaten ums Leben.
Bevölkerungsentwicklung
| Jahr | Einwohner |
| ---- | --------- |
| 1939 | 919       |
| 1959 | 4773      |
| 1970 | 2934      |
| 1979 | 4320      |
| 1989 | 5358      |
| 2014 | 7900      |
| 2022 | 9000      |

Anmerkung: bis 1989 Volkszählungsdaten